# 10960 Gran Sasso
10960 Gran Sasso eller 6580 P-L är en asteroid i huvudbältet som upptäcktes den 24 september 1960 av den nederländsk-amerikanske astronomen Tom Gehrels och det nederländska astronomparet Ingrid van Houten-Groeneveld och Cornelis Johannes van Houten vid Palomarobservatoriet. Den är uppkallad efter Gran Sasso det högsta berget i Apenninerna.
Asteroiden har en diameter på ungefär 4 kilometer.